# Ордонанс Виллер-Котре

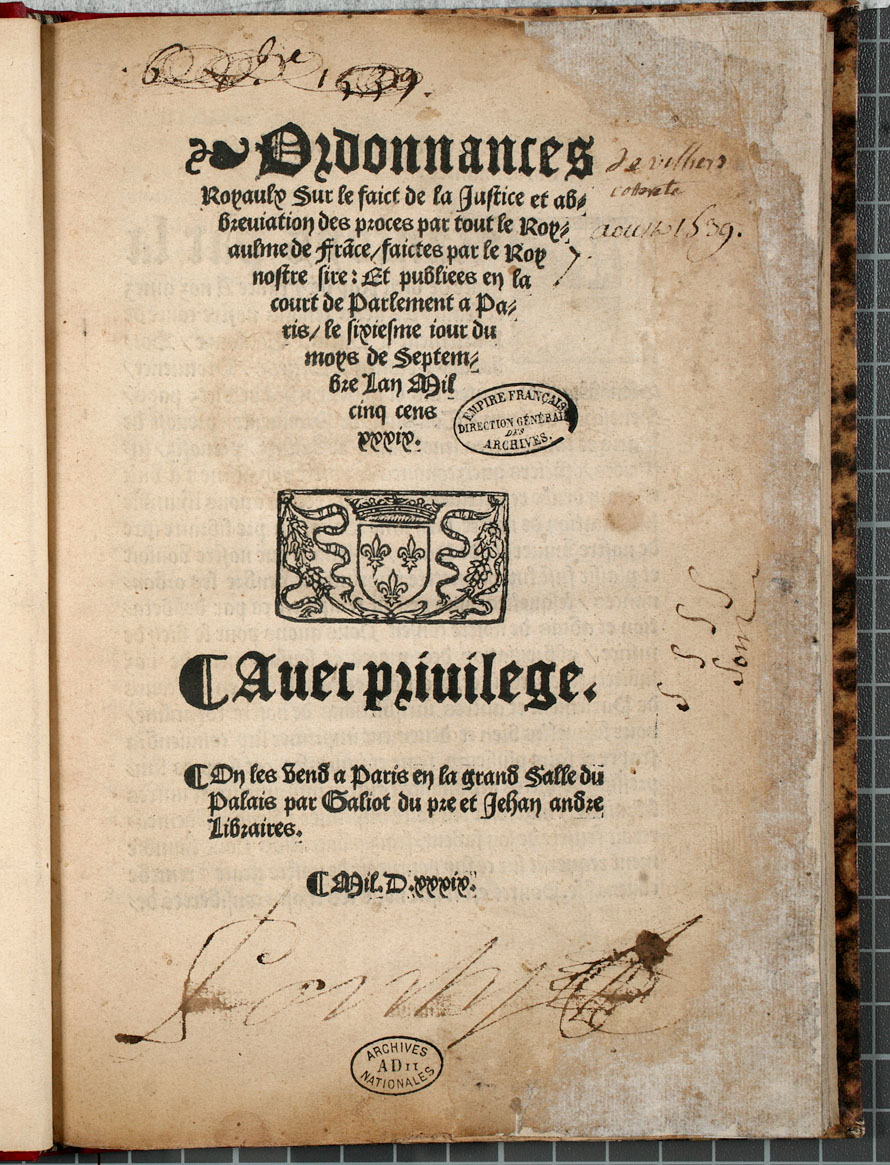
Ордонанс Виллер-Котре

Ордонанс Виллер-Котре (фр. Ordonnance de Villers-Cotterêts; подписан между 10 и 15 августа 1539 года) — королевский указ (ордонанс), направленный на ликвидацию последствий средневековой феодальной раздробленности французских земель и скорейшую интеграцию северо-западной Романии в рамках унитарного королевства Франция.

## Положения
Франциск I закрепил статус французского языка как единого государственного в стране и обязал органы местной администрации опираться на его парижскую норму вместо латыни при составлении всех административных документов. Латинский язык постепенно вышел из употребления, хотя и продолжал употребляться в ряде церковных регистров, а также при составлении биохимической терминологии. Региональные языки Франции — гасконский, провансальский, бретонский и проч. — вошли в фазу стремительного упадка, особенно на письме, хотя их устные традиции сохранялись с достаточной живостью до середины XX века. Помимо языка, 192 пункта данного ордонанса реформировали и унифицировали многие другие сферы жизни французского общества. Так, священники были обязаны регистрировать акты гражданского состояния, ремесленникам запрещалось объединяться в профсоюзы.

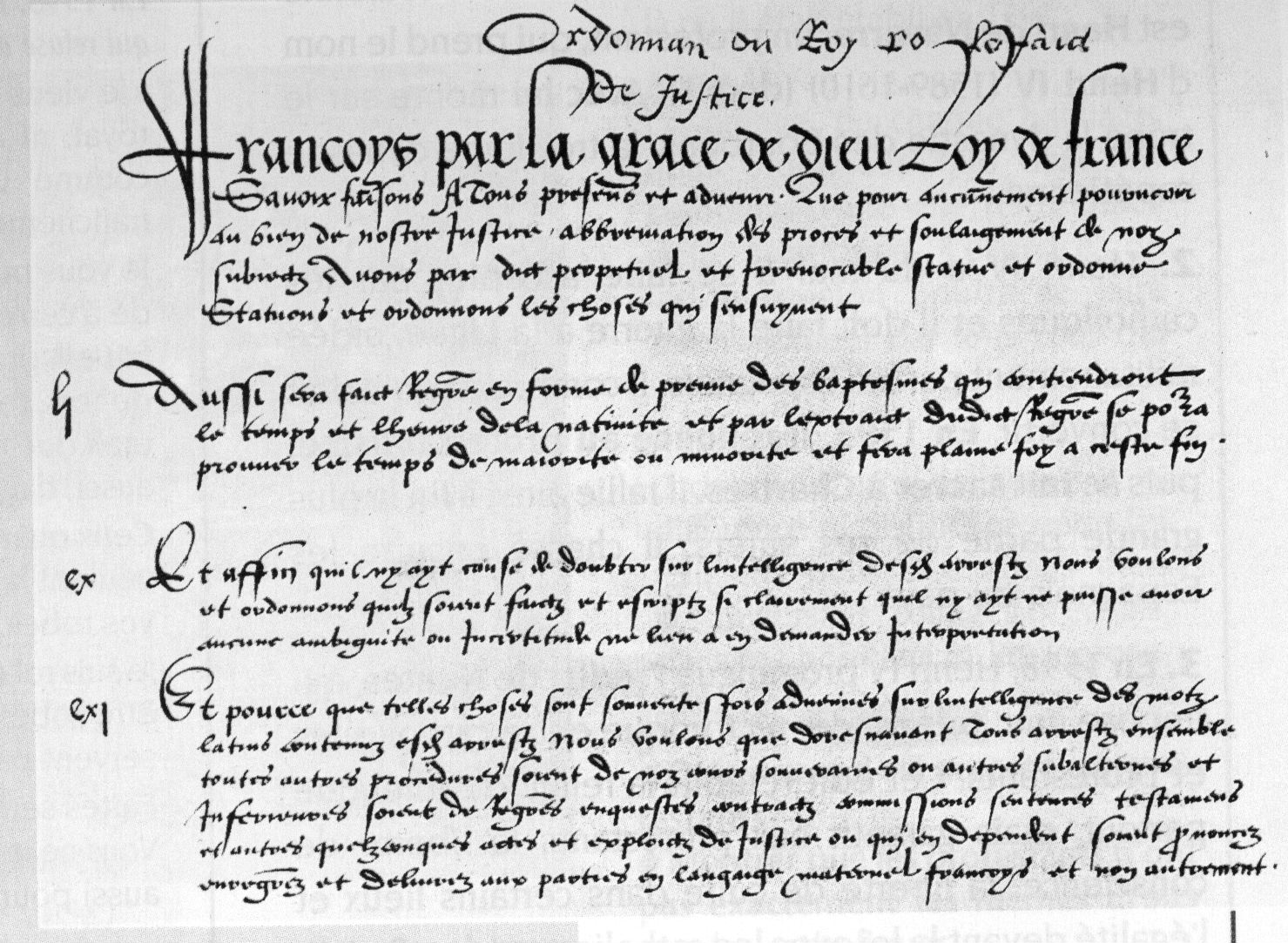
Первая страница ордонанса.